# Fort Red Stone
Fort Red Stone est la douzième histoire de la série Jerry Spring de Jijé. Elle est publiée pour la première fois du no 1069 au no 1090 du journal Spirou. Puis est publiée sous forme d'album en 1960. Philippe Gillain, dit Philip, participe à l'écriture du scénario.

## Univers

### Synopsis
Jerry Spring et son ami Pancho arrivent à Fort Juniper, un poste fortifié de l'armée américaine situé sur le territoire des Indiens Loucheux, dans la vallée de la rivière Okanoah, à proximité de la frontière canadienne. Ils sont accueillis par le commandant du fort ainsi que par Mr. Meadows, propriétaire du poste de traite de fourrures local, qui expliquent à Jerry la mission dont ils comptent le charger.
Depuis quelque temps, les tribus indiennes locales, jusque là plutôt pacifiques et amicales envers les Blancs, s'agitent et font preuve de plus en plus d'agressivité. Les Indiens semblent disposer d'armes automatiques modernes et l'alcool qui circule enflamme les esprits. Le commandant Granger est inquiet pour le sort des colons et des trappeurs de la vallée, ainsi que pour la petite garnison d'un poste situé plus bas sur la rivière, à proximité du principal campement des Indiens, Fort Redstone. Le poste est commandé par un jeune officier inexpérimenté, le lieutenant Parson, et risque d'être anéanti en cas de révolte généralisée. Meadows explique également que tous les échanges avec les Indiens ont été interrompus et qu'ils refusent désormais de lui livrer la moindre fourrure, mettant ainsi son commerce au bord de la faillite. Le commandant, qui ne dispose pas de suffisamment de troupes pour faire face à une guerre indienne, demande à Jerry d'aller parlementer avec les peaux-rouges de manière à apaiser les choses, et en même temps de mener une enquête à propos du trafic d'armes et d'alcool qui semble s'être développé avec les tribus. Jerry et Pancho acceptent la mission, même si le "Gordito" regrette amèrement d'avoir du quitter son Sonora natal justement "à l'époque des rodéos" pour venir si loin dans le Nord.
Tous deux décident de descendre la rivière vers le fort Redstone et de tenter de parlementer avec les Indiens Loucheux. Ils embarquent à bord de canoës, et, guidés par La Ballue, un métis qui assure habituellement la liaison entre les deux postes militaires, entreprennent le voyage à travers des paysages sauvages. Le premier soir, alors qu'ils campent au bord de la rivière, un groupe d'Indiens vient subrepticement dérober une partie des caisses de munitions destinées au fort. La Ballue, qui monte la garde pendant que Jerry et Pancho dorment, semble étrangement passif et sans réaction face à cette intrusion.
Parvenus à fort Redstone, Jerry décide de se rendre immédiatement au campement du chef Renard Rêveur en compagnie du lieutenant Parson et de quelques cavaliers, tandis que Pancho prétexte une soudaine crise de rhumatismes pour rester paresser au lit. Mais les Indiens, qui surveillent le fort, décident de profiter de cet affaiblissement de la garnison pour passer à l'attaque : une partie de la tribu va tendre un piège au petit détachement de Jerry et Parson, tandis que le reste va se lancer à l'assaut du poste mal défendu. Au dernier moment, l'intervention de Pancho, dont la crise de rhumatismes n'était qu'un prétexte pour pouvoir discrètement couvrir les arrières de Jerry, fait échouer l'embuscade et sauve les soldats du lieutenant Parson. Le détachement fait demi-tour, poursuivi par les Indiens, et retourne à bride abattue vers le fort. 
Pendant ce temps, la garnison de fort Redstone a réussi à briser la première attaque des Indiens, en abattant leur chef, Renard Rêveur. L'arrivée des hommes du lieutenant Parson, avec Jerry et Pancho, leur offre un peu de répit, tandis que les Indiens se retirent. Mais ce répit est de courte durée : en faisant établir l'état des armes et des munitions disponibles, le lieutenant s'aperçoit que la plus grande partie des munitions acheminées en canoë depuis le fort Juniper ont été remplacées dans leurs caisses par des pierres. Les défenseurs du fort sont désormais quasiment désarmés, à la merci des Indiens qui assiègent la place. Comprenant que leur situation est désespérée, Parson décide d'abandonner le fort et de tenter de rejoindre leur base arrière de fort Juniper. Pancho, qui a lui-aussi compris la situation, a déjà commencé à percer un trou dans la palissade, à l'arrière du fort, qui donne sur des rochers et des broussailles. En pleine nuit, la garnison s'enfuit par là, en abandonnant les chevaux, tandis qu'un gramophone beugle de vieilles chansons irlandaises pour donner le change aux Indiens. Il est convenu que les soldats suivront à pied le cours de la rivière, tandis que Jerry, Pancho et La Ballue la remonteront en canoë pour aller chercher du secours à fort Juniper.
Les fuyards n'ont qu'une faible avance, les Indiens les talonnent. Sur la rivière, Jerry et Pancho sont séparés de La Ballue, qu'ils imaginent abattu par les peaux-rouges. Serrés de près, traqués, Pancho souffrant d'une blessure au bras, ils réussissent à se réfugier dans une ferme abandonnée et tombent sur un cheval oublié par les colons qui ont fui la révolte. Ils ne peuvent espérer malgré tout aller bien loin à deux sur une seule monture. Ils se trouvent vite encerclés par leurs poursuivants, à court de munitions... Au moment où ils se résignent à succomber, un détachement venu de fort Juniper les dégage juste à temps : ils n'étaient plus qu'à quelques miles du fort et les coups de feu ont été entendus jusque là ! Au fort, ils retrouvent La Ballue, qui a réussi finalement à échapper lui aussi aux Indiens, et qui leur apporte un renseignement d'importance : il affirme avoir entendu les peaux-rouges préparer une embuscade pour exterminer la garnison de fort Redstone, qui progresse toujours à marche forcée le long de la rivière. Le commandant Granger réunit aussitôt un détachement pour se porter à leur secours.
Cependant, Jerry a de plus en plus de doutes sur le rôle de La Ballue dans cette histoire : il le soupçonne d'être de collusion avec les Indiens et de leur avoir permis de s'approprier les munitions destinées à la garnison de fort Redstone. Ayant remarqué que les semelles de ses bottes sont intactes alors qu'il prétend avoir accompli une longue randonnée en marchant depuis fort Redstone, il est convaincu de sa trahison. Il demande aux soldats d'enfermer le trappeur dans sa chambre tandis qu'il s'élance sur Ruby pour rattraper le détachement du commandant Granger. Il explique à l'officier que La Ballue leur a tendu un traquenard : croyant se porter au secours de leurs camarades, c'est eux qui vont tomber dans un piège préparé par les Indiens. De retour au fort pour interroger la Ballue, Jerry s'aperçoit que le métis a réussi à s'échapper par une porte à l'arrière de sa chambre, donnant sur l'entrepôt de fourrures de Fred Meadows, ce dernier s'apprêtant d'ailleurs à liquider son commerce en perdition et à abandonner les lieux pour se replier sur la ville la plus proche, Jamertown. Jerry s'élance sur les traces de La Ballue, espérant rattraper le traître, tandis qu'il demande à Pancho d'expédier un télégramme au shérif de Jamertown, où il pense que se trouve une partie de la solution de l'énigme, La Ballue n'étant forcément qu'un comparse dans cette affaire.
Parvenu au bureau du télégraphe, Pancho se rend compte que les fils ont été coupés et que toute communication est impossible. Il décide, malgré sa blessure, d'entreprendre le voyage jusqu'à Jamertown, pour porter en personne le message de Jerry. Tombant en chemin sur un Indien ivre mort, cela lui donne l'idée de se déguiser lui-même en Indien Loucheux - quitte à raser sa sacro-sainte moustache mexicaine - en espérant ainsi tromper les coupables. Arrivé sur place, il tente un coup de bluff vis à vis du principal négociant local en fourrures en prétendant être porteur d'un message de la part de La Ballue et destiné à "qui tu sais". Le chef du réseau se montre alors : il n'est autre que Fred Meadows, le marchand de fourrures, qui avait décidé de s'enrichir rapidement en organisant un trafic d'armes et d'alcool avec les Indiens. Il payait les fourrures avec les armes et les munitions volées aux militaires, avec l'aide de La Ballue.
Pendant ce temps, Jerry Spring est parvenu a rattraper La Ballue aux abords du campement des Loucheux. A la grande surprise de Jerry, le métis est venu jusqu'ici pour récupérer son fils, un enfant d'une dizaine d'années, qui était retenu en otage par les Indiens. La Ballue explique qu'il a agi sous le coup d'un chantage organisé par Meadows : la vie de son fils dépendait de sa docilité, et il était ainsi forcé de trahir et de livrer les armes aux Indiens. Partagé entre son devoir et sa compassion envers le métis, Jerry décide finalement d'accorder une chance au traître : il le laisse partir pour le Canada en lui recommandant de s'y faire oublier. 
Deux jours plus tard, Jerry retrouve Pancho - sans sa moustache - dans le bureau du shérif à Jamertown. Il vient dans l'intention d'arrêter Fred Meadows, mais apprend que tout est déjà terminé. Meadows est en prison, les soldats de fort Redstone ont été sauvés et les Indiens Loucheux, privés de leur approvisionnement en armes, demandent à enterrer la hache de guerre.

## Personnages
Jerry Spring : le principal héros de l'histoire. Jeune homme aux allures de cow-boy, monté sur un magnifique cheval nommé Ruby, qui n'accepte aucun autre cavalier que lui. Courageux, loyal, fidèle en amitié, il est toujours prêt à redresser les torts, à rétablir la justice et à se porter à l'aide de qui en éprouve le besoin.
Pancho dit El Panchito : mexicain rondouillard, il est l'ami indéfectible de Jerry Spring, même si les initiatives aventureuses de ce dernier le laissent parfois perplexe. Il aime la sieste et la tequila, mais peut aussi à l'occasion s'avérer un redoutable combattant.
La Ballue : un métis taciturne et tourmenté.
Fred Meadows : marchand de fourrures sans scrupules.
Commandant Granger et lieutenant Parson : deux officiers de la cavalerie des Etats-Unis, commandant des postes avancés dans l'Ouest américain.
Renard Rêveur : chef des Indiens Loucheux.

## Anecdotes
- Dans cet épisode, Jerry Spring utilise à nouveau ses armes à plusieurs reprises, en prenant bien soin, comme d'habitude, de n'atteindre personne, quitte à frôler le ridicule. Il tire à la winchester, puis au revolver, sur les Indiens mais ne touche que la carabine qui visait Pancho, puis il se contente de percer les canoës de leurs poursuivants. En fait, cette histoire ne montre ostensiblement qu'un seul mort : le chef indien Renard Rêveur, et un seul exemple de violence explicite de la part de Jerry : un coup de pied dans la figure d'un assaillant (il y a aussi un bon coup de rame sur la tête de Pancho, qui s'agitait trop dans son canoë !).

- La localisation de cette aventure pose diverses difficultés, tant elle semble un amalgame de faits vérifiés et de noms inventés. La plupart des indices géographiques sont fictifs (le nom des forts, celui de la rivière), mais il existe bien un peuple indien appelé Loucheux, ou Gwich-in, qui vivait (et vit encore) dans le Grand Nord canadien, à la limite de l'Alaska. La représentation qu'en donne le dessinateur n'est cependant que très peu réaliste : il s'est visiblement plutôt inspiré des Indiens des Plaines, Sioux ou Cheyennes.